# Jeziorowskie (Stare Juchy)

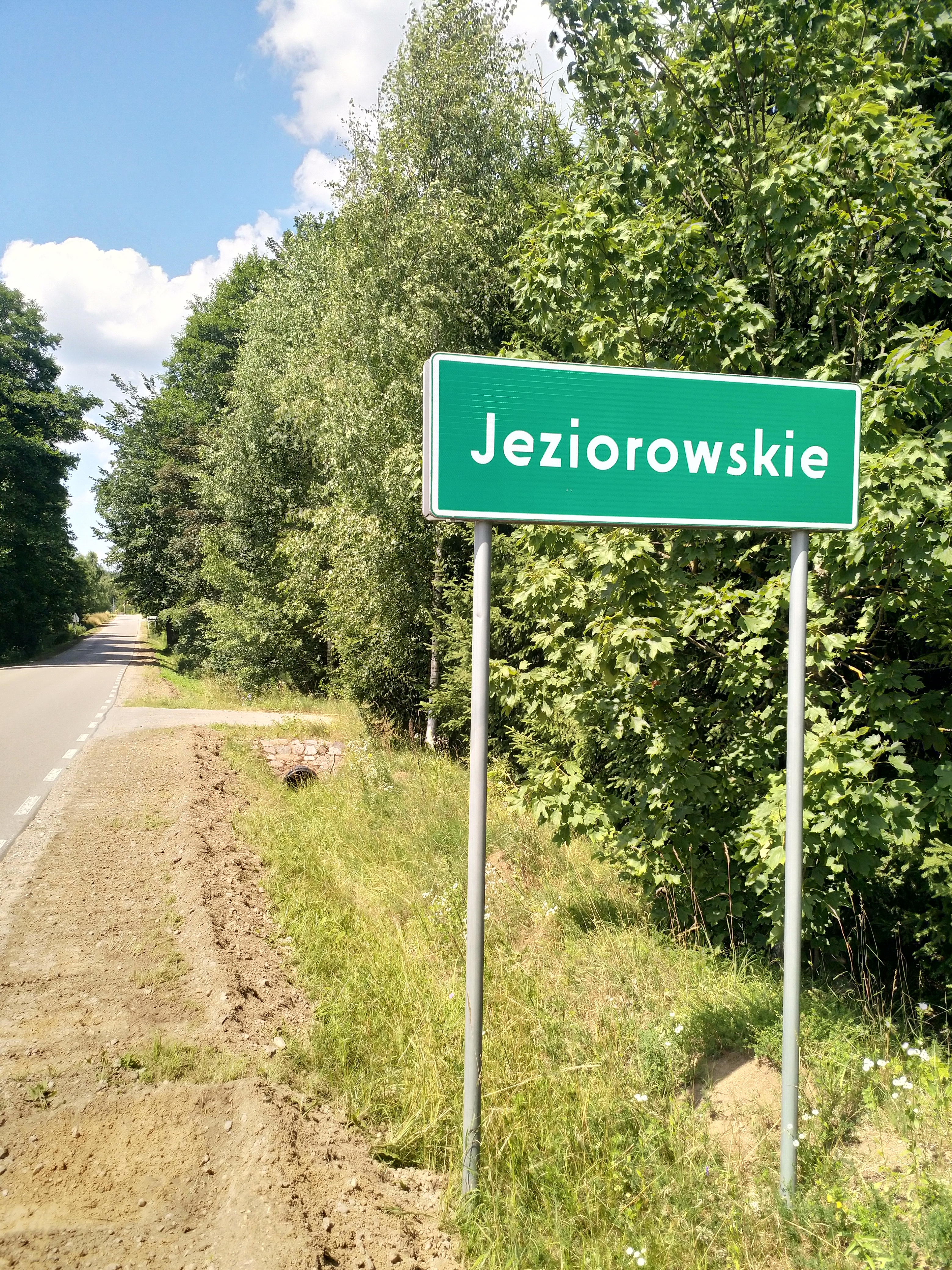
(2023)

Jeziorowskie (deutsch Jesziorowsken, 1926 bis 1945 Seedorf) ist ein Dorf in der polnischen Woiwodschaft Ermland-Masuren, das zur Gmina Landgemeinde Stare Juchy ((Alt) Jucha, 1938 bis 1945 Fließdorf) im Powiat Ełcki (Kreis Lyck) gehört.

## Geographische Lage
Jeziorowskie liegt in der östlichen Woiwodschaft Ermland-Masuren, 14 Kilometer nordwestlich der Kreisstadt Ełk (deutsch Lyck).

## Geschichte
Im Jahre 1471 wurde das nach 1785 Jesiorowsken und bis 1926 Jesziorowsken genannte kleine Dorf gegründet. 1874 wurde es in den neu errichteten Amtsbezirk Alt Jucha (polnisch Stare Juchy) eingegliedert. Er gehörte – 1929 in „Amtsbezirk Jucha“ und 1939 in „Amtsbezirk Fließdorf“ umbenannt – bis 1945 zum Kreis Lyck im Regierungsbezirk Gumbinnen (ab 1905: Regierungsbezirk Allenstein) in der preußischen Provinz Ostpreußen. Zwischen 1874 und 1945 gehörte Jesziorowsken auch zum Standesamt (Alt) Jucha/Fließdorf. Am 1. Dezember 1910 waren in Jesziorowsken 221 Einwohner gemeldet.
Aufgrund der Bestimmungen des Versailler Vertrags stimmte die Bevölkerung im Abstimmungsgebiet Allenstein, zu dem Jesziorowsken gehörte, am 11. Juli 1920 über die weitere staatliche Zugehörigkeit zu Ostpreußen (und damit zu Deutschland) oder den Anschluss an Polen ab. In Jesziorowsken stimmten 140 Einwohner für den Verbleib bei Ostpreußen, auf Polen entfielen keine Stimmen.
Am 23. November 1926 wurde Jesziorowsken in „Seedorf“ umbenannt. Die Zahl der Einwohner belief sich 1933 auf 199 und betrug 1939 noch 187.
In Kriegsfolge kam das gesamte südliche Ostpreußen und mit ihm Seedorf 1945 zu Polen und trägt seitdem die polnische Namensform „Jeziorowskie“. Heute ist das Dorf Sitz eines Schulzenamtes (polnisch Sołectwo) und ist somit eine Ortschaft innerhalb der Landgemeinde Stare Juchy ((Alt) Jucha, 1926 bis 1945 Seedorf) im Powiat Ełcki (Kreis Lyck), bis 1998 der Woiwodschaft Suwałki, seither der Woiwodschaft Ermland-Masuren zugehörig.

## Religionen
Vor 1945 war Jesziorowsken in die evangelische Kirche Jucha (Fließdorf) in der Kirchenprovinz Ostpreußen der Kirche der Altpreußischen Union sowie in die römisch-katholische Kirche Lyck (polnisch Ełk) im Bistum Ermland eingepfarrt.
Heute gehört Jeziorowskie katholischerseits zur Pfarrei Stare Juchy im Bistum Ełk der Römisch-katholischen Kirche in Polen. Die evangelischen Kirchenglieder halten sich zur Kirchengemeinde in der Kreisstadt Ełk, einer Filialgemeinde der Pfarrei Pisz (deutsch Johannisburg) in der Diözese Masuren der Evangelisch-Augsburgischen Kirche in Polen.

## Verkehr
Jeziorowskie liegt an einer Nebenstraße, die die polnische Landesstraße 65 (einstige deutsche Reichsstraße 132) bei Straduny (Stradaunen) mit Stare Juchy verbindet. Am östlichen Ortsrand verläuft die Bahnstrecke Korsze–Białystok, deren nächste Bahnstation der Bahnhof in Stare Juchy ist.